# إليسا ريا
إليسا ريا (بالإيطالية: Elisa Rea)‏ هي عدائة مسافات متوسطة إيطالية، ولدت في 23 مارس 1968 في روكاسيكا في إيطاليا.

## وصلات خارجية
- إليسا ريا على موقع الاتحاد الدولي لألعاب القوى (الإنجليزية)
- إليسا ريا على موقع الاتحاد الإيطالي لألعاب القوى (الإيطالية)